# Appleton (Maine)
Appleton ist eine Town im Knox County des Bundesstaates Maine in den Vereinigten Staaten. Im Jahr 2020 lebten dort 1411 Einwohner in 674 Haushalten auf einer Fläche von 86,58 km².

## Geografie
Nach dem United States Census Bureau hat Appleton eine Gesamtfläche von 86,58 km², von der 84,72 km² Land sind und 1,86 km² aus Gewässern bestehen.

### Geografische Lage
Appleton liegt im Norden des Knox Countys und grenzt an das Waldo County. Im Norden des Gebietes befindet sich der Newbert Pond und im Süden der Senebec Pond. Weitere kleinere Seen liegen über das Gebiet der Town verteilt. Der St. Georges River fließt in südliche Richtung, durchfließt den Senebec Pond und auf seinen Weg zum Atlantischen Ozean weitere Seen im Knox County. Die Oberfläche des Gebietes ist leicht hügelig und der 288 m hohe Simmons Hill ist die höchste Erhebung auf dem Gebiet der Town.

### Nachbargemeinden
Alle Entfernungen sind als Luftlinien zwischen den offiziellen Koordinaten der Orte aus der Volkszählung 2010 angegeben.
- Norden: Montville, Waldo County, 5,6 km
- Nordosten: Searsmont, Waldo County, 7,6 km
- Osten: Lincolnville, Waldo County, 21,1 km
- Südosten: Hope, 8,3 km
- Süden: Union, 4,3 km
- Südwesten: Washington, 14,8 km
- Nordwesten: Liberty, Waldo County, 8,6 km

### Stadtgliederung
In Appleton gibt es mehrere Siedlungsgebiete: Appleton, Appleton Ridge, Burkettville (Burkettville Corner), Collinstown, Elmwood, Fish Town, Gushees Corner, Humphrey's Corner, Maddocks Corner, Martins Corner, McLain's Mills, Morang Corner, North Appleton, Oakes Corner, Pease Corner, Pitmans Corner, Sawpit Corner, Shermans Mill, Stovers Corner und West Appleton.

### Klima
Die mittlere Durchschnittstemperatur in Appleton liegt zwischen −7,2 °C (19 °Fahrenheit) im Januar und 20,6 °C (69 °Fahrenheit) im Juli. Damit ist der Ort gegenüber dem langjährigen Mittel der USA um etwa 6 Grad kühler. Die Schneefälle zwischen Oktober und Mai liegen mit bis zu zweieinhalb Metern mehr als doppelt so hoch wie die mittlere Schneehöhe in den USA; die tägliche Sonnenscheindauer liegt am unteren Rand des Wertespektrums der USA.

## Geschichte
Appleton wurde am 28. Januar 1829 als Town organisiert. Zuvor war das Gebiet als Plantation of Appleton bekannt und erschien bereits 1786 auf ersten Karten. Benannt wurde Appleton nach Nathaniel Appleton, der als Agent für die Twenty Associates, den anfänglichen Eigentümern der Gebiete von Appleton, Camden, Hope, Liberty und Montville, arbeitete.
Im Jahr 1843 wurde ein Teil der Town Hope, das St. Georges River Valley, dem Gebiet von Appleton hinzugefügt. In den Räumen der ehemaligen Village School, die heute neue Gebäude hat, befindet sich die Town Hall.

### Einwohnerentwicklung
| Volkszählungsergebnisse – Town of Appleton, Maine | Volkszählungsergebnisse – Town of Appleton, Maine | Volkszählungsergebnisse – Town of Appleton, Maine | Volkszählungsergebnisse – Town of Appleton, Maine | Volkszählungsergebnisse – Town of Appleton, Maine | Volkszählungsergebnisse – Town of Appleton, Maine | Volkszählungsergebnisse – Town of Appleton, Maine | Volkszählungsergebnisse – Town of Appleton, Maine | Volkszählungsergebnisse – Town of Appleton, Maine | Volkszählungsergebnisse – Town of Appleton, Maine | Volkszählungsergebnisse – Town of Appleton, Maine |
| Jahr                                              | 1800                                              | 1810                                              | 1820                                              | 1830                                              | 1840                                              | 1850                                              | 1860                                              | 1870                                              | 1880                                              | 1890                                              |
| ------------------------------------------------- | ------------------------------------------------- | ------------------------------------------------- | ------------------------------------------------- | ------------------------------------------------- | ------------------------------------------------- | ------------------------------------------------- | ------------------------------------------------- | ------------------------------------------------- | ------------------------------------------------- | ------------------------------------------------- |
| Einwohner                                         |                                                   |                                                   |                                                   |                                                   | 891                                               | 1727                                              | 1573                                              | 1485                                              | 1348                                              | 1080                                              |
| Jahr                                              | 1900                                              | 1910                                              | 1920                                              | 1930                                              | 1940                                              | 1950                                              | 1960                                              | 1970                                              | 1980                                              | 1990                                              |
| Einwohner                                         | 975                                               | 842                                               | 683                                               | 574                                               | 641                                               | 671                                               | 672                                               | 628                                               | 818                                               | 1069                                              |
| Jahr                                              | 2000                                              | 2010                                              | 2020                                              | 2030                                              | 2040                                              | 2050                                              | 2060                                              | 2070                                              | 2080                                              | 2090                                              |
| Einwohner                                         | 1271                                              | 1316                                              | 1411                                              |                                                   |                                                   |                                                   |                                                   |                                                   |                                                   |                                                   |

## Kultur und Sehenswürdigkeiten

### Bauwerke
In Appleton wurden mehrere Bauwerke unter Denkmalschutz gestellt und ins National Register of Historic Places aufgenommen.
- Whitney Farm 2015 unter der Register-Nr. 15000087[10]
- Gushee Family House 1998 unter der Register-Nr. 98001235[11]
- Union Meeting House (Appleton) 2014 unter der Register-Nr. 14000836[12]
- Georges River Canal 1970 unter der Register-Nr. 70000048[13]

## Wirtschaft und Infrastruktur

### Verkehr
Die Maine State Route 131 verläuft in nordsüdlicher Richtung parallel zum St. George River. Nördlich und südlich zweigt die Maine State Route 105 in westöstliche Richtung ab.

### Öffentliche Einrichtungen
Es gibt keine medizinischen Einrichtungen oder Krankenhäuser in Appleton. Die nächstgelegenen befinden sich in Camden und Rockland.
In Appleton befindet sich die Mildred Stevens Williams Memorial Library, auch Appleton Library genannt. Zunächst in der Appleton Village School beheimatet, befindet sie sich heute in einem im Jahr 2010 neu errichteten Gebäude in Appleton. Benannt wurde sie nach Mildred Stevens, deren Mann Rektor der Appleton High School war. Mildred Stevens starb während ihr Mann sich im Einsatz im Ersten Weltkrieg befand. Durch Spenden und Sammlungen ermöglichten andere Frauen von Navyangehörigen, sowie die Familie, die Gründung der Bücherei.

### Bildung
Appleton gehört zusammen mit Camden, Hope, Lincolnville und Rockport zum Five Town School Districts. Sie bilden den MSAD 28 und die Union 69.
Im Schulbezirk werden den Schulkindern mehrere Schulen angeboten:
- Camden Hills Regional High School Schulklassen 9–12, in Camden
- Camden-Rockport Middle School Schulklassen 5–8, in Camden
- Camden-Rockport Elementary School Schulklassen K-4, in Camden
- Appleton Village School Schulklassen K-8, in Appleton
- Hope Elementary School Schulklassen K-8, in Hope
- Lincolnville Central School Schulklassen K-8, in Lincolnville